# Pheidole decem
Pheidole decem är en myrart som beskrevs av Auguste-Henri Forel 1901. Pheidole decem ingår i släktet Pheidole och familjen myror. Inga underarter finns listade i Catalogue of Life.